# Tiên hắc ám (phim)
Tiên hắc ám (tiếng Anh: Maleficent) là bộ phim phiêu lưu viễn tưởng, thần tiên năm 2014 được đạo diễn bởi Robert Stromberg và sản xuất bởi Walt Disney Pictures. Kịch bản được Linda Woolverton viết dựa theo bộ phim hoạt hình kinh điển Người đẹp ngủ trong rừng. Với Angelina Jolie thủ vai phản diện chính, bộ phim tái hình dung câu chuyện trong phim hoạt hình năm 1959 Người đẹp ngủ trong rừng, nhưng theo góc nhìn của nhân vật Maleficent độc ác. Cốt truyện thay đổi rõ ở điểm: Maleficent không mất 16 năm tìm kiếm công chúa Aurora mà theo dõi được sát sao cô suốt thời gian đó; Aurora biết là mình bị Maleficent theo dõi, biết bà ta là ai và thậm chí còn gặp trực tiếp Maleficent để nghe bà ta kể về đôi cánh bị đánh cắp của bà ta và vì sao bà ta căm ghét vua Stefan - cha của cô. Phim bấm máy ngày 18/6/2012, và lên lịch công chiếu ngày 30/5/2014 với định dạng Disney Digital 3D, RealD 3D và IMAX 3D cũng như các rạp chiếu thông thường.
Maleficent đánh dấu lần đạo diễn đầu tay của nhà thiết kế sản xuất phim Robert Stromberg (Alice in Wonderland và Oz the Great and Powerful). Angelina Jolie, Joe Roth và Don Hahn đồng sản xuất phim.

## Cốt truyện
Maleficent kể câu chuyện chưa từng công bố về nhân vật phản diện ghi dấu ấn của Disney trong phim Người đẹp ngủ trong rừng và mối thù vì bị phản bội đã khiến cho trái tim trong sáng của cô phải hóa đá. Do trả thù và mong muốn mãnh liệt bảo vệ khu rừng phép thuật của mình, Nữ hoàng Maleficent (Angelina Jolie) tàn nhẫn đặt một lời nguyền hắc ám mà cô lấy cắp được từ bà chị của cô lên cô công chúa mới lọt lòng Aurora mà ngay cả chính cô và 3 đứa em họ của cô cũng không thể phá bỏ được nhưng chỉ có nụ hôn của tình yêu đích thực mới đủ sức mạnh để phá vỡ được lời nguyền này. Khi đứa trẻ lớn lên, Aurora (Elle Fanning) mắc kẹt giữa cuộc xung đột sôi sục giữa các vương quốc trong rừng sâu nơi cô đã dần yêu mến và vương quốc của con người nơi cô thuộc về. Maleficent nhận ra Aurora chính là chìa khóa dẫn tới hòa bình và buộc phải tiến hành những hành động quyết liệt để thay đổi hai thế giới mãi mãi."

## Diễn viên
- Angelina Jolie trong vai Maleficent, người tự xưng là "Nữ hoàng của rừng xanh".
  - Ella Purnell trong vai Maleficent lúc nhỏ.
  - Isobelle Molloy trong vai Maleficent ở tuổi vị thành niên.
- Sharlto Copley trong vai vua Stefan, cha của Aurora.[6]
  - Toby Regbo trong vai Stefan lúc nhỏ.
  - Michael Higgins trong vai Stefan ở tuổi vị thành niên.
- Elle Fanning trong vai công chúa Aurora / Briar Rose, người đẹp ngủ trong rừng.
  - Vivienne Jolie-Pitt trong vai Aurora năm 5 tuổi.
  - Eleanor Worthington Cox trong vai Aurora năm 8 tuổi.
- Sam Riley trong vai Diaval, con quạ của Maleficent lúc biến thành người.[6]
- Imelda Staunton trong vai Knotgrass, tiên.[6]
- Juno Temple trong vai Thistletwit, tiên.[7]
- Lesley Manville trong vai Flittle, tiên.[6]
- Brenton Thwaites trong vai hoàng tử Phillip (con trai của vua Henry), người đã được hứa hôn với Aurora.[8]
- Kenneth Cranham trong vai vua Henry.[6][9]

## Sản xuất
Ngày 12 tháng 5 năm 2022, Brad Bird được tiết lộ đang phát triển một phiên bản phim điện ảnh người đóng dựa trên bộ phim nổi tiếng của hãng Walt Disney: Người đẹp ngủ trong rừng, kể câu chuyện theo góc nhìn của Maleficent với Angelina Jolie đóng vai phản diện chính. Tháng Giêng năm 2010, có những tin đồn là Tim Burton sẽ đạo diễn phim. Các báo cáo trên mạng vào tháng 5 năm 2011 khẳng định Burton đã rời dự án để tập trung cho các dự án sắp tới của mình. Disney bắt đầu đi tìm đạo diễn thay thế, với David Yates được cho là ứng viên hàng đầu do các kinh nghiệm làm việc với thể loại viễn tưởng, đã đạo diễn bốn phần cuối của loạt phim Harry Potter. Linda Woolverton, người từng cộng tác với Tim Burton trong Alice in Wonderland và đã viết kịch bản cho nhiều phim kinh điển của Disney như Beauty and the Beast và Vua sư tử, sẽ đảm trách phần kịch bản. Angelina Jolie khẳng định cô chắc chắn rất quan tâm và sẽ nhận vai. Ngày 6 tháng 1 năm 2012, Robert Stromberg, người giành hai giải Oscar cho thiết kế sản xuất Alice in Wonderland và Oz the Great and Powerful, nhận vai trò đạo diễn. Richard D. Zanuck từng được mời tham gia sản xuất trước khi qua đời năm 2012. Joe Roth cho rằng bộ phim có lẽ đã không được sản xuất nếu như Angelina Jolie không đồng ý đóng vai chính Maleficent; Roth nói: "Có lẽ cô ấy là người duy nhất có thể đóng vai này. Việc sản xuất bộ phim là vô nghĩa nếu như không có cô ấy."
Vào tháng 3 năm 2012, báo cáo từ Heat Vision khẳng định Elle Fanning vào vai nữ chính diện. Sharlto Copley được chọn vào vai nam chính. Heat Vision cũng báo cáo rằng Imelda Staunton và Miranda Richardson đã được giao vai, cùng với Kenneth Cranham, Sam Riley, và Lesley Manville. Theo The Hollywood Reporter, Staunton và Manville sẽ lần lượt vào vai Knotgrass và Flittle, hai trong ba bà tiên chăm sóc công chúa Aurora. Vai Hoàng hậu Ulla, Richardson cho biết: "Hoàng hậu gốc tiên là dì của Maleficent và ghét người cháu gái này." Cranham vào vai vị vua của loài người toan càn quét vương quốc của các tiên, và Riley vào vai Diaval, con quạ thân tín của Maleficent trong lốt người. Quán quân 7 lần đoạt giải Oscar Rick Baker thiết kế các hiệu ứng hóa trang đặc biệt cho phim.

### Quay phim
Quá trình quay phim bắt đầu từ ngày 13 tháng 6 năm 2012 và kéo dài đến tháng 10 năm 2012. Một số cảnh được quay tại vùng nông thôn Buckinghamshire ở Anh.

## Âm nhạc
James Newton Howard được mời làm nhạc cho phim vào tháng 10 năm 2012. Ngày 23 tháng 1 năm 2014, ca sĩ Lana Del Rey hát lại bài "Once Upon a Dream", từ phim Người đẹp ngủ trong rừng gốc làm nhạc chủ đề cho phim Maleficent. Bài hát "Once Upon a Dream" được dựa trên vở ballet Người đẹp ngủ trong rừng của nhà soạn nhạc người Nga Tchaikovsky.
Lana Del Rey được Angelina Jolie tự tay chọn cho vai trò này. Đĩa đơn phát hành ngày 26 tháng 1 và có thể lấy miễn phí trong thời gian giới hạn từ Google Play.

### Danh sách bài hát
Tất cả nhạc phẩm được soạn bởi James Newton Howard (từ 1–22).
| Maleficent (Original Motion Picture Soundtrack) | Maleficent (Original Motion Picture Soundtrack) | Maleficent (Original Motion Picture Soundtrack) | Maleficent (Original Motion Picture Soundtrack) | Maleficent (Original Motion Picture Soundtrack) |
| STT                                             | Nhan đề                                         | Sáng tác                                        | Biểu diễn                                       | Thời lượng                                      |
| ----------------------------------------------- | ----------------------------------------------- | ----------------------------------------------- | ----------------------------------------------- | ----------------------------------------------- |
| 1.                                              | "Maleficent Suite"                              |                                                 |                                                 | 6:38                                            |
| 2.                                              | "Welcome to the Moors"                          |                                                 |                                                 | 1:05                                            |
| 3.                                              | "Maleficent Flies"                              |                                                 |                                                 | 4:39                                            |
| 4.                                              | "Battle of the Moors"                           |                                                 |                                                 | 4:58                                            |
| 5.                                              | "Three Peasant Women"                           |                                                 |                                                 | 1:04                                            |
| 6.                                              | "Go Away"                                       |                                                 |                                                 | 2:26                                            |
| 7.                                              | "Aurora and the Fawn"                           |                                                 |                                                 | 2:28                                            |
| 8.                                              | "The Christening"                               |                                                 |                                                 | 5:30                                            |
| 9.                                              | "Prince Philip"                                 |                                                 |                                                 | 2:29                                            |
| 10.                                             | "The Spindle's Power"                           |                                                 |                                                 | 4:35                                            |
| 11.                                             | "You Could Live Here Now"                       |                                                 |                                                 | 2:26                                            |
| 12.                                             | "Path of Destruction"                           |                                                 |                                                 | 1:47                                            |
| 13.                                             | "Aurora in Faerieland"                          |                                                 |                                                 | 4:41                                            |
| 14.                                             | "The Wall Defends Itself"                       |                                                 |                                                 | 1:06                                            |
| 15.                                             | "The Curse Won't Reverse"                       |                                                 |                                                 | 1:21                                            |
| 16.                                             | "Are You Maleficent?"                           |                                                 |                                                 | 2:10                                            |
| 17.                                             | "The Army Dances"                               |                                                 |                                                 | 1:28                                            |
| 18.                                             | "Phillip's Kiss"                                |                                                 |                                                 | 2:20                                            |
| 19.                                             | "The Iron Gauntlet"                             |                                                 |                                                 | 1:35                                            |
| 20.                                             | "True Love's Kiss"                              |                                                 |                                                 | 2:33                                            |
| 21.                                             | "Maleficent Is Captured"                        |                                                 |                                                 | 7:42                                            |
| 22.                                             | "The Queen of Faerieland"                       |                                                 |                                                 | 3:25                                            |
| 23.                                             | "Once Upon a Dream"                             | Jack Lawrence, Sammy Fain                       | Lana Del Rey                                    | 3:20                                            |
| Tổng thời lượng:                                | Tổng thời lượng:                                | Tổng thời lượng:                                | Tổng thời lượng:                                | 1:11:46                                         |

## Phát hành
Phim dự kiến ban đầu sẽ phát hành vào tháng 3 năm 2014 trước khi dời sang 2 tháng 7 năm 2014. Vào ngày 18 tháng 9 năm 2013, ngày công chiếu phim dời ngược lên 30 tháng 5 năm 2014, vì bộ phim Chú khủng long tốt bụng của Pixar bị trục trặc trong khâu sản xuất và bị trì hoãn. Trailer quảng bá ngắn đầu tiên được chiếu kèm với Thor: The Dark World, The Hunger Games: Catching Fire, Frozen, và Vampire Academy: Blood Sisters. Tại Anh, phim khởi chiếu ngày 28 tháng 5 năm 2014.

### Quảng bá
Ngày 10 tháng 8 năm 2013, trong hội thảo phim điện ảnh 2013 Disney D23 Expo tại trung tâm hội nghị Anaheim, California, Disney tiết lộ những hình ảnh đầu tiên của phim Maleficent với logo và một phim xem thử từ bộ phim. Angelina Jolie bất ngờ có mặt tại triển lãm và trò chuyện với quan khách về sự yêu thích của cô dành cho phim Người đẹp ngủ trong rừng lúc nhỏ, những trải nghiệm với đoàn làm phim và tình cảm của cô cho hãng Disney. Cô cũng thú nhận là phần tạo hình và diễn xuất của cô làm các bé gái nhỏ rất hoảng sợ; kết quả là đoàn làm phim phải mời chính con gái của Jolie và Brad Pitt, Vivienne Jolie-Pitt, vào vai công chúa Aurora lúc nhỏ vì chỉ có cô bé là không sợ mẹ của mình trong lúc quay phim.
Walt Disney Pictures công bố áp phích của Maleficent ngày 12 tháng 11 năm 2013, áp phích thể hiện Jolie trong tạo hình giống với phim hoạt hình gốc. Trailer chính thức đầu tiên được công bố vào hôm sau, 13 tháng 11. Hai trailer nữa phát hành vào tháng 1 năm 2014, hé lộ hình ảnh nhân vật Maleficent. Trong đó, cái thứ ba có phần nhạc nền của Lana Del Rey hát bài "Once Upon a Dream." Trailer chính thức sau cùng phát hành ngày 18 tháng 3 năm 2014.

## Doanh thu
Tiên hắc ám đã mang về 241,4 USD doanh thu phòng vé ở khu vực Bắc Mỹ và 517,1 USD tại những thị trường khác. Tổng doanh thu toàn cầu của phim là 758,5 USD. Tác phẩm là phim có doanh thu cao thứ 4 của năm 2014, và là phim live-action có doanh thu cao nhất của Angelina Jolie. Tại Malta, Tiên hắc ám được chiếu trong 18 tuần và là phim được xem nhiều nhất năm 2014.
Tại Việt Nam, sau ba ngày công chiếu đầu tiên (30 tháng 5 - 1 tháng 6 năm 2014), đã có 177.378 khán giả đến rạp, với doanh thu 17.315.755.000 đồng; đưa Tiên hắc ám trở thành phim nước ngoài có doanh thu dịp cuối tuần đầu tiên công chiếu cao nhất mọi thời đại tại Việt Nam, phim có doanh thu cuối tuần đầu tiên công chiếu cao nhất mọi thời đại của hãng Disney tại Việt Nam và phim có doanh thu mở màn thành công nhất của Angelina Jolie tại Việt Nam.

## Phần tiếp theo
Phần tiếp theo có tên là Maleficent: Mistress of Evil (tiếng Việt: Tiên hắc ám 2), dự kiến khởi chiếu ngày 18 tháng 10 năm 2019. Ban đầu, ngày dự kiến khởi chiếu của phim được thông báo là ngày 29 tháng 5 năm 2020.